# 藤本喜久雄
藤本 喜久雄（ふじもと きくお、1888年〈明治21年〉1月12日 - 1935年〈昭和10年〉1月9日）は、大日本帝国海軍の造船官。最終階級は海軍造船少将、位階勲等は従四位勲三等。石川県出身。

## 来歴・人物

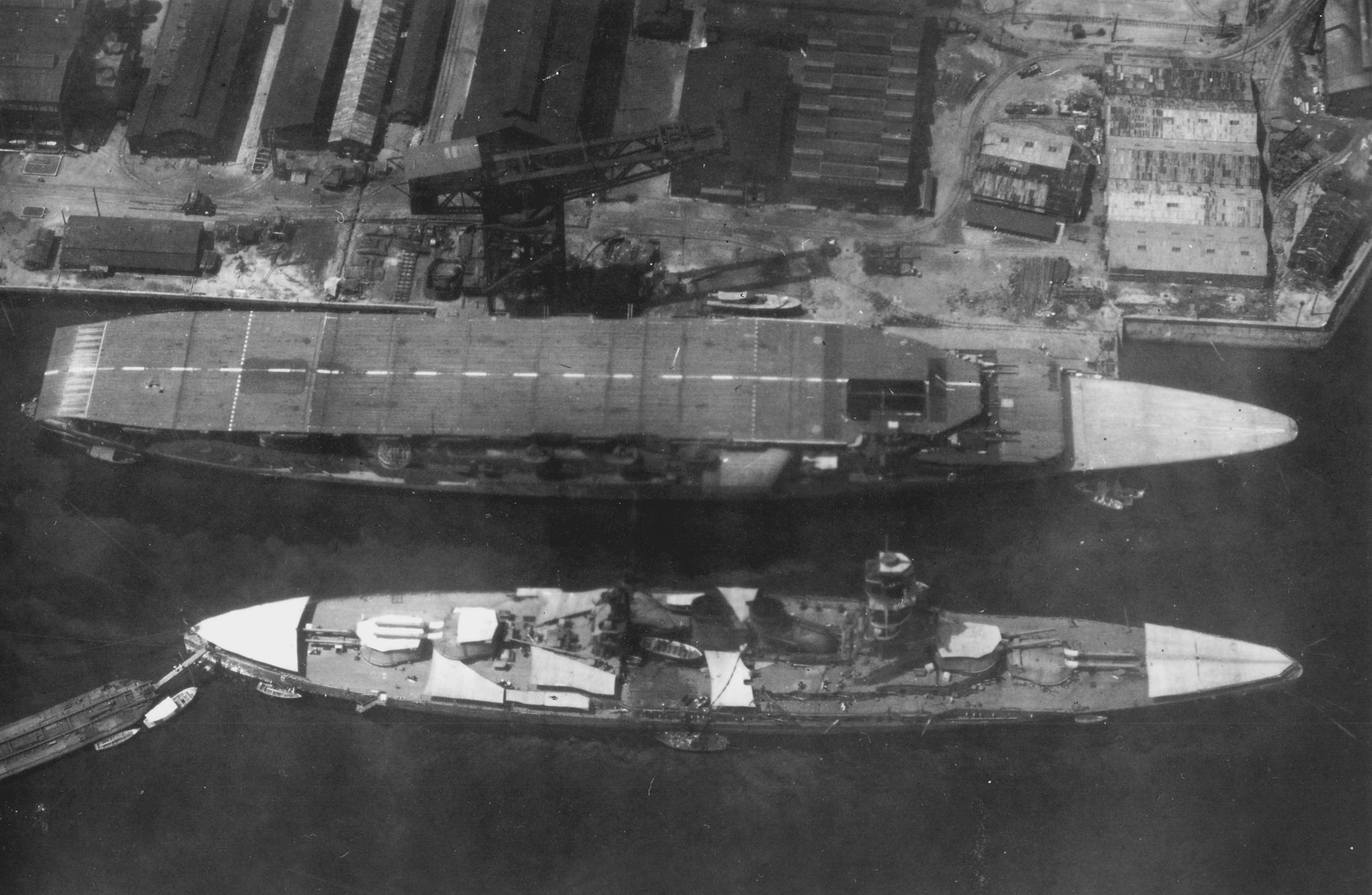
三段空母時代の「赤城」と並ぶ「長門」。第1煙突が後ろに湾曲している。

斬新な発想の持ち主で、新技術の導入に熱心であった。長門型戦艦の悩みの種であった、艦橋に煙突の排煙が逆流してしまう問題を、第1煙突を後ろに大きく曲げて「屈曲煙突」にする独自の発想で解決した。先輩の造船官である平賀譲から「屈曲煙突は戦艦の威容を損ねる」と批判されたものの、長門型の艦容は「芋虫煙突」と日本国民から親しまれた。同様の煙突は、他国海軍でも採用された。
1927年に、艦艇設計の責任者である海軍艦政本部第四部基本設計主任に就任し、最上型重巡洋艦・初春型駆逐艦などを設計した。これらの艦はいずれも高性能であったが、ロンドン海軍軍縮条約によって制約された予定の排水量を大幅にオーバーし、また艦体の強度面で問題を抱えていた。新技術を積極的に用いて海軍軍令部など用兵者の要求に応えようとする藤本の造船官としての姿勢は、保守的な造船官である平賀に厳しく批判された。
友鶴事件で謹慎処分となり、海軍技術研究所への出勤を続けていたが、1935年1月9日、自宅で脳溢血で倒れて急逝。新聞の訃報欄では「わが海軍造船の至宝」と記された。享年47。同月12日、葬儀が青山斎場で海軍葬により執行された。
友鶴事件により、藤本のそれまでの名声が損なわれたことは否めないが、その設計思想の柔軟さと、新技術投入を惜しまない姿勢は、保守的な建造形式を重視してきた平賀とは対照的であり、平賀よりも人望はあったとされている。金剛級代艦の設計でも、旧来のイギリス式集中防御に拘った平賀案に対し、藤本案はバイタルパートの延長という部分に重点を置き、艦艇の被弾によるダメージコントロール分野でも、藤本の方が研究熱心だったとされている。
藤本の死後、平賀はそういった藤本案を撤廃してしまったが、それが結局は攻撃重視・防御弱体の日本海軍の艦船特有の形となり、ひいては大量損失に繋がってしまったと言う意見もある。

## 略歴
- 1909年 海軍造船学生
- 1911年 東京帝国大学工科大学造船科卒業、海軍造船中技士（中尉相当官）に任官、横須賀鎮守府附。
- 1921年 東京帝国大学工学部講師嘱託。
- 1927年 ジュネーブ海軍軍縮会議全権随員、海軍艦政本部第四部基本設計主任、海軍造船大佐。
- 1933年 海軍艦政本部第四部出仕、海軍造船少将。
- 1934年 友鶴事件。
- 1935年1月9日 死去、叙従四位[2]。

## 文献
- 海軍省公文備考 昭和10年 C 儀制巻9 第104号 昭和十年一月十二日 故海軍造船少将従四位勲三等藤本喜久雄葬儀次第書　アジア歴史資料センター　レファレンスコード：C05034096600